# 2 Grupa Pancerna
2 Grupa Pancerna – organ inspekcyjno – szkoleniowy Dowództwa Broni Pancernych Wojska Polskiego II RP.
1 maja 1937 w Warszawie zorganizowana została  2 Grupa Pancerna. Zadaniem jej dowódcy było:  inspekcjonowanie wyszkolenia, rozpatrywanie zagadnień organizacyjnych  i przygotowania mobilizacyjne podległych oddziałów.

## Struktura organizacyjna
Dowództwo
Dowódca – płk dypl. Jan Naspiński
Oficer sztabu – kpt. Józef Zasadni
Oddziały pancerne
- 2 Batalion Pancerny – Żurawica
- 5 Batalion Pancerny – Kraków
- 6 Batalion Pancerny – Lwów
- 12 Batalion Pancerny – Łuck
- Kadra 9 Batalionu Pancernego – Lublin
- 1 Pułk Artylerii Motorowej (II RP)[c]